# Collegio uninominale Campania 1 - 03 (2020)
Il collegio elettorale uninominale Campania 1 - 03 è un collegio elettorale uninominale della Repubblica Italiana per l'elezione della Camera dei deputati.

## Territorio
Come previsto dalla legge n. 51 del 27 maggio 2019, il collegio è stato definito tramite decreto legislativo all'interno della circoscrizione Campania 1.
È formato da parte del territorio del comune di Napoli: quartieri Arenella, Barra, Miano, Piscinola, Poggioreale, Ponticelli, San Carlo all'Arena, San Giovanni a Teduccio, San Pietro a Patierno, Scampia, Secondigliano, Vicaria, Vomero e Zona Industriale.
Il collegio è parte del collegio plurinominale Campania 1 - 01.

## Eletti
| Elezione | Elezione | Deputato         | Partito            |
| -------- | -------- | ---------------- | ------------------ |
|          | 2022     | Dario Carotenuto | Movimento 5 Stelle |

## Dati elettorali

### XIX legislatura
Come previsto dalla legge elettorale, 147 deputati sono eletti con sistema a maggioranza relativa in altrettanti collegi uninominali a turno unico.
| Candidati                                 | Candidati                  | Voti    | %     | Liste                          | Voti    | %     |
| ----------------------------------------- | -------------------------- | ------- | ----- | ------------------------------ | ------- | ----- |
|                                           | Dario Carotenuto ✔️ Eletto | 82 182  | 45,39 | Movimento 5 Stelle             | 82 182  | 45,39 |
|                                           | Fabrizio Ferrandelli       | 43 407  | 23,97 | Partito Democratico-IDP        | 29 203  | 16,13 |
| Alleanza Verdi e Sinistra                 | Fabrizio Ferrandelli       | 43 407  | 23,97 | 6 447                          | 3,56    |       |
| +Europa                                   | Fabrizio Ferrandelli       | 43 407  | 23,97 | 3 901                          | 2,15    |       |
| Impegno Civico - Centro Democratico       | Fabrizio Ferrandelli       | 43 407  | 23,97 | 3 856                          | 2,13    |       |
|                                           | Giuseppe Pecoraro          | 36 733  | 20,29 | Fratelli d'Italia              | 21 216  | 11,72 |
| Forza Italia                              | Giuseppe Pecoraro          | 36 733  | 20,29 | 10 987                         | 6,07    |       |
| Lega per Salvini Premier                  | Giuseppe Pecoraro          | 36 733  | 20,29 | 3 687                          | 2,04    |       |
| Noi moderati/Lupi - Toti - Brugnaro - UDC | Giuseppe Pecoraro          | 36 733  | 20,29 | 843                            | 0,47    |       |
|                                           | Caterina Cernicchiaro      | 8 711   | 4,81  | Azione - Italia Viva - Calenda | 8 711   | 4,81  |
|                                           | Luigi De Magistris         | 6 313   | 3,49  | Unione Popolare                | 6 313   | 3,49  |
|                                           | Pierpaolo Fontana          | 2 144   | 1,18  | Italexit                       | 2 144   | 1,18  |
|                                           | Michele Liguori            | 1 328   | 0,73  | Italia Sovrana e Popolare      | 1 328   | 0,73  |
|                                           | Salvatore Scarfiglieri     | 254     | 0,14  | Noi di Centro – Europeisti     | 254     | 0,14  |
| Totale                                    | Totale                     | 181 072 | 100   |                                | 181 072 | 100   |
|                                           |                            |         |       |                                |         |       |
| Schede bianche                            | Schede bianche             | 1 128   | 0,61  |                                |         |       |
| Schede nulle                              | Schede nulle               | 3 861   | 2,08  |                                |         |       |
| Votanti                                   | Votanti                    | 186 061 | 49,80 |                                |         |       |
| Elettori                                  | Elettori                   | 373 633 |       |                                |         |       |